# Деяния мецких епископов
Дея́ния ме́цких епи́скопов (также Деяния мецских епископов и Деяния епископов Меца; лат. Gesta episcoporum Mettensium, Liber de episcopis Mettensibus) — раннесредневековое латиноязычное сочинение, написанное около 784 года лангобардским историком Павлом Диаконом. Рассказывает об истории Мецского епископства и его предстоятелях с момента основания епархии в I веке до 768 года.

## Описание
Несмотря на свою широкую известность в Средневековье, текст «Деяний мецких епископов» до Нового времени сохранился только в нескольких рукописях. Первое печатное издание было осуществлено в 1613 году. Рукопись, ставшая его основой, была впоследствии утеряна.
«Деяния мецких епископов» были написаны Павлом Диаконом в то время, когда он находился при дворе короля Франкского государства Карла Великого. Заказчиком сочинения был епископ Меца и королевский архикапеллан Ангильрамн.
Образцом для своего сочинения Павел Диакон избрал «Liber Pontificalis». В работе над «Деяниями» использовались как письменные, так и устные источники. К первым относились сведения, почерпнутые автором из «Истории франков» Григория Турского, хроники Фредегара и каталога глав мецской кафедры. Ко вторым — народные легенды и родовые предания, связанные с епископами Меца, в том числе, услышанные от короля Карла Великого. Собирая материалы о главах Мецской кафедры, Павел Диакон был сильно ограничен отсутствием известий о жизни многих из них. Поэтому в его труде достаточно подробно рассказывается только о нескольких епископах (Клименте, Аукторе, Арнульфе и Хродеганге). Относя учреждение Мецской церкви к апостольским временам, автор тем самым обосновывал особую святость этой епархии среди других епархий Франкского государства. Труд Павла Диакона, первым описавший историю отдельной епархии, стал образцом для всех последующих сочинений подобного жанра, получившего название «деяния епископов» (лат. gesta episcoporum).
Кроме истории епископов Меца в своём сочинении Павел Диакон уделил большое внимание истории династии Каролингов, один из родоначальников которой, святой Арнульф, занимал местную кафедру в VII веке. Прославление этого предстоятеля Мецской церкви, вероятно, по мнению автора, прославляло и представителей всего его рода. Павел Диакон рассказывает о родословных связях предков Карла Великого, особенно подробно описывая семью этого монарха. В сочинение включено несколько эпитафий, написанных Павлом по случаю смертей членов королевской семьи. «Деяния мецких епископов» — первый исторический источник, называющий сына Карла Великого, Пипина Горбатого, внебрачным ребёнком. Этот труд Павла Диакона внёс существенный вклад в создание официальной каролингской историографии, призванной обосновать законность перехода престола Франкского государства от Меровингов к Каролингам.
«Деяния мецких епископов», написанные Павлом Диаконом, не следует путать с имеющим такое же название (лат. Gesta episcoporum Mettensium, Chronicon episcoporum Mettensium) историческим источником, описывающим историю Мецской епархии с I по XVI век, ранняя часть которого является пересказом сочинения Павла.

## Издания
- На латинском языке: Pauli Warnefridi. Liber de episcopis Mettensibus. — Monumenta Germaniae Historica. Scriptores (in Folio). Tome II. Scriptores rerum Sangallensium. Annales, chronica et historiae aevi Carolini. — Hannover: Impensis Bibliopolii Avlici Hahniani, 1829. — S. 260—268.
- На русском языке: Павел Диакон. Деяния мецких епископов. — Сидоров А. И. Отзвук настоящего. Историческая мысль в эпоху каролингского возрождения. — СПб.: Издательский Центр «Гуманитарная Академия», 2006. — С. 283—303. — 352 с. — ISBN 5-93762-050-X.
- На итальянском языке: Liber de episcopis Mettensibus. Edizione critica e commento a cura di Chiara Santarossa. — Furenze: Sismel, 2015. — 186 p. — ISBN 978-88-8450-666-5.